# Rosora

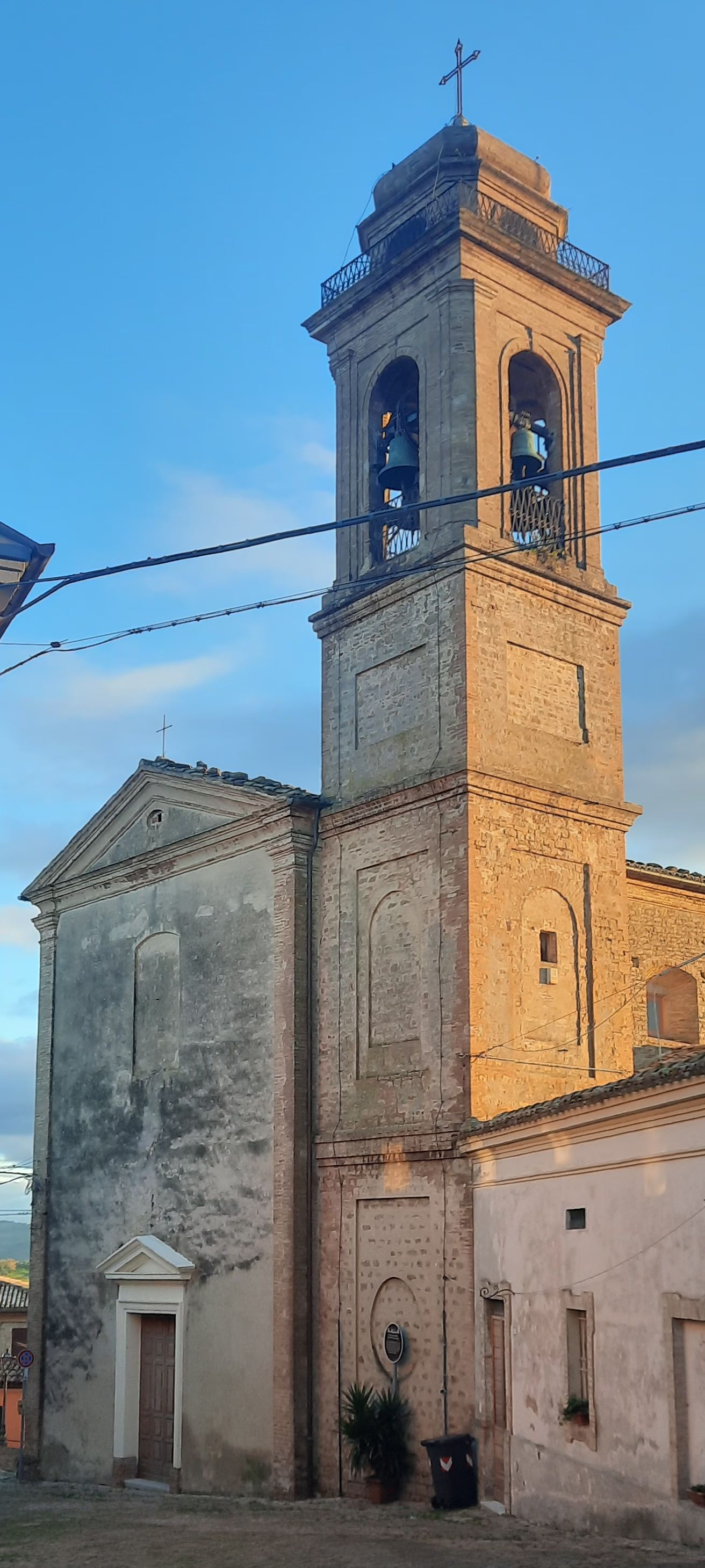
Chiesa Parrocchiale di San Michele Arcangelo.

Rosora è un comune italiano di 1 790 abitanti della provincia di Ancona nelle Marche.

## Geografia fisica
Il nucleo storico è fondato sopra un ripido colle di sabbie plioceniche (arenaria) da cui si può ammirare un vasto panorama, dalla catena dei Monti Sibillini a quella del Monte Catria fino al Mare Adriatico.
Sorta forse durante l'invasione dei Longobardi (VI secolo) del castrum originario è identificabile il perimetro, attraversato da una fitta rete sotterranea di cunicoli e gallerie scavate nel tufo, in gran parte ancora inesplorate.
Del castello medievale si conservano il torrione (XV secolo) con interessanti locali sotterranei, un sottopassaggio delle mura, una porta d'ingresso con cardini e una parte della cinta muraria. Rosora è uno dei castelli di Jesi noti per la produzione del Verdicchio. Dall'alto del castello si possono ammirare intorno diffusi vigneti, in gran parte gestiti da aziende a conduzione familiare.
Data la vicinanza all'appennino e l'esposizione orientale il clima è temperato-freddo, con inverni caratterizzati da frequenti nevicate (di media intensità, sui 20–40 cm.). Le estati sono calde ma con piogge che spesso rinfrescano l'aria. La nevicata più intensa risale all'inverno 2004-2005 quando il manto bianco raggiunse il metro e ottanta.Nel 2013 il Comune di Rosora si è insignito UFFICIALMENTE, per la sua posizione panoramica sul territorio della omonima valle , del titolo BALCONE DELLA VALLESINA.

## Storia
Sono state trovate tracce di presenze primitive (manufatti rudimentali), romane e longobarde (dall'antico "cassero" venne eretto il castrum medioevale).
Rosora è un toponimo che deriva da rus area dovuto alla presenza di tufi rossicci, o da rasa area disboscamento fatto da monaci benedettini o dal nome della Regina Rosaria (come narra la leggenda). Sembra comunque accertato che il toponimo originale sia castrum rosarii, il castello del rosario. Dal castrum medioevale, di cui oggi è possibile vedere alcuni resti, il comune di Rosora seguì e subì le sorti di Jesi la cui fedeltà venne riconosciuta con il dono dello stemma (leone coronato). Passata allo Stato Pontificio fino al 1860, la storia di Rosora confluisce poi in quella del Regno d'Italia. Nei primi anni del XX secolo,durante il regime Fascista, assieme a Mergo, forma il comune di Rosora Mergo istituito con Regio Decreto 31 maggio 1928 n. 1515 e soppresso con Decreto Legislativo Luogotenenziale N. 61 del 01/02/1946.

## Società

### Evoluzione demografica
Abitanti censiti

## Cultura
Per onorare la tradizione vinicola ogni anno Rosora ospitava, nel mese di ottobre, un convegno sui vini, in particolare sul vino Verdicchio dei Castelli di Jesi e la Festa della sapa. Dal 2011 il convegno sul Verdicchio è stato cancellato dal calendario delle manifestazioni rosorane.
La "Festa della Sapa" è la regina degli eventi rosorani organizzata, tra gli altri, dall'associazione turistica Pro Loco.
In un succedersi di spettacoli e conviviali gastronomiche si svolge la rievocazione storica, in costumi del 1500, delle nozze della figlia del Moro, "Clementia".

## Geografia antropica

### Frazioni
Il comune di Rosora ha una sola frazione, posta ai piedi della collina dove si erge il comune, che si chiama Angeli e si sviluppa lungo la strada provinciale 76, "SP 76". Questa frazione confina con un'altra frazione omonima appartenente al comune di Mergo e quindi per distinguerle si usa chiamare l'una "Angeli di Rosora" e l'altra "Angeli di Mergo".
Nonostante molti pensino sia una frazione, Tassanare è solamente una contrada del comune di Rosora.

## Amministrazione
| Periodo        | Periodo        | Primo cittadino    | Partito                                                       | Carica  | Note  |
| -------------- | -------------- | ------------------ | ------------------------------------------------------------- | ------- | ----- |
| 9 giugno 1989  | 13 giugno 1994 | Geniale Priori     | Partito Comunista Italiano Partito Democratico della Sinistra | Sindaco | [ 5 ] |
| 13 giugno 1994 | 25 maggio 1998 | Doriano Marchetti  | Alleanza dei Progressisti                                     | Sindaco | [ 5 ] |
| 25 maggio 1998 | 28 maggio 2002 | Doriano Marchetti  | Centro-sinistra                                               | Sindaco | [ 5 ] |
| 28 maggio 2002 | 29 maggio 2007 | Marcello Falcioni  | Centro-sinistra                                               | Sindaco | [ 5 ] |
| 29 maggio 2007 | 8 maggio 2012  | Lamberto Marchetti | Centro-sinistra                                               | Sindaco | [ 5 ] |
| 8 maggio 2012  | 11 giugno 2017 | Lamberto Marchetti | Centro-sinistra                                               | Sindaco | [ 5 ] |
| 12 giugno 2017 | 12 giugno 2022 | Fausto Sassi       | È Rosora!                                                     | Sindaco | [ 5 ] |
| 13 giugno 2022 | in carica      | Fausto Sassi       | È Rosora!                                                     | Sindaco | [ 5 ] |

### Gemellaggi
- Antrifttal, dal 2007[senza fonte]

## Sport

### Calcio
La squadra di calcio locale il Rosora Angeli gioca le partite in casa in Terza Categoria e gioca nel campo da calcio della frazione Angeli.